# Bismutinite
La bismutinite, nota anche con il suo nome chimico solfuro di bismuto(III), (simbolo IMA: Bin) è un minerale appartenente alla classe dei minerali dei "solfuri e solfosali". La sua composizione chimica è Bi2S3, cioè è costituito da bismuto e zolfo in un rapporto di 2:3.

## Etimologia e storia
La prima menzione del minerale si trova già nel 1758 nei documenti mineralogici di Axel Fredrik Cronstedt (1722-1765), ma lì sotto il nome di "visimutum sulphure mineralisatum". Nel 1789, Abraham Gottlob Werner coniò il termine wismutglanz (= bismuto lucente) e nel 1832 François Sulpice Beudant scelse il nome "bismutina" a causa della presenza dell'elemento bismuto.
In tedesco, la 'h' è stata mantenuta, anche se in realtà non era necessaria secondo il nome neolatino bismutum ma ha prevalso l'ortografia bismuthinite scelta da James Dwight Dana nel 1868 con il suffisso -ite che era uniforme per la maggior parte dei nomi minerali.
Tuttavia, a causa dell'ortografia simile, c'è il rischio di confusione con la bismite e la bismutite.

## Classificazione
Nell'ormai obsoleta 8ª edizione della sistematica minerale di Strunz, la bismutinite apparteneva alla divisione dei "solfuri e solfosali con il rapporto di metallo : zolfo, selenio, tellurio < 1:1", dove formava il gruppo senza nome II/D.08 insieme ad antimonselite, guanajuatite, metastibnite, ottemannite, pääkkönenite e stibnite.
La 9ª edizione della sistematica minerale di Strunz, in vigore dal 2001 e utilizzata dall'Associazione Mineralogica Internazionale (IMA), classifica la bismutinite nella categoria dei "solfuri metallici con il rapporto di sostanza M:S = 3:4 e 2:3". Anche questa è ulteriormente suddivisa in base all'esatto rapporto tra metallo e zolfo, in modo che il minerale possa essere trovato nella suddivisione "M:S = 2:3" in base alla sua composizione, dove forma il sistema nº 2.DB.05a insieme a antimonselite, guanajuatite, metastibnite e stibnite.
Anche la classificazione Dana dei minerali, comunemente usata nel mondo anglosassone, classifica la bismutinite nella classe dei solfuri e lì nella sottoclasse dei "solfuri - inclusi seleniuri e tellururi - con la composizione AmBnXp, con (m+n):p=2:3". Qui, insieme alla stibnite e agli altri membri antimonselite e guanajuatite, forma il "Gruppo della stibnite (Ortorombico: Pbnm)" con il sistema nº 02.11.02.

## Abito cristallino
La bismutinite cristallizza isotipicamente con la stibnite nel sistema ortorombico nel gruppo spaziale Pbnm (gruppo nº 62, posizione 3) con i parametri reticolari a = 11,59 Å, b = 11,75 Å e c = 3,40 Å oltre a quattro unità di formula per cella unitaria.

## Caratteristiche chimico-fisiche
La bismutinite è facilmente solubile in acido nitrico caldo (HNO3). La soluzione forma un precipitato bianco e diventa torbida con l'aggiunta di acqua.; è solubile anche in acido cloridrico (HCl) caldo e nelle basi.
È flessibile e settile (facilmente tagliabile in sottili lamine). Fonde alla fiamma di candela; schizza e fonde al cannello a soffiatura.
- Peso molecolare: 514,16 gm[2]
- Indice di fermioni: 0,0014040467[2]
- Indice di bosoni: 0,9985959533[2]
- Fotoelettricità: 1572,72 barn/elettrone[2]
- anisotropismo: forte, specialmente in olio[1]
- riflettività[1]:

| Lunghezza d'onda | R1    | R2    |
| ---------------- | ----- | ----- |
| 400nm            | 35,7% | 46,2% |
| 420nm            | 36,4% | 47,2% |
| 440nm            | 37,2% | 47,9% |
| 460nm            | 37,7% | 48,3% |
| 480nm            | 37,7% | 48,8% |
| 500nm            | 37,6% | 49,4% |
| 520nm            | 37,3% | 49,6% |
| 540nm            | 37,1% | 49,1% |
| 560nm            | 36,9% | 48,7% |
| 580nm            | 36,8% | 48,3% |
| 600nm            | 36,6% | 47,8% |
| 620nm            | 36,4% | 47,3% |
| 640nm            | 36,3% | 46,8% |
| 660nm            | 36,1% | 46,3% |
| 680nm            | 36,0% | 45,8% |
| 700nm            | 35,9% | 45,4% |

## Origine e giacitura
La bismutinite di solito si forma in vene idrotermali di basso e alto grado, ma può anche formarsi pneumatoliticamente in depositi di cassiterite-wolframite o come prodotto di esalazione di gas vulcanici. Tra le altre cose, il bismuto nativo, aikinite, arsenopirite, stannite, galena, pirite, quarzo, calcopirite e tormalina possono essere presenti come minerali di accompagnamento.
Come formazione minerale comune, la bismutinite può essere trovata in molti siti, con circa 1600 siti noti finora (a partire dal 2013). In superficie, tuttavia, la bismutinite non è molto stabile e dopo un po' di tempo si ricopre di uno strato terroso e giallastro di bismite o si trasforma in bismutite.
In Italia in lunghi cristalli si trova inclusa nella siderite della miniera di Brosso in provincia di Torino, associata con calcopirite nella miniera del Baitello presso Pisogne, in provincia di Brescia; in cristalli entro la pegmatite a Prata Camportaccio, in provincia di Sondrio.
Si rinviene inclusa nella pirite della miniera di Boccheggiano, comune di Montieri, in provincia di Grosseto.
Esemplari fortemente antimoniferi si trovano nel cantiere dei Falcacci, a Rio Marina, nell'Isola d'Elba.
In Sardegna infine si trova in tracce, assieme a bismuto nativo nelle miniere di Gerra S'Olioni e Fenugu Sibiri, a Gonnosfanadiga, nella provincia del Sud Sardegna.
In Germania, la bismutinite è già stata trovata in molti luoghi della Foresta Nera, tra cui nella zona mineraria di Wittichen e nelle miniere di Clara e Wenzel vicino a Oberwolfach. Molti siti sono noti anche nei Monti Metalliferi sassoni, come Annaberg-Buchholz, Johanngeorgenstadt e Neustädtel (Schneeberg). Inoltre, il minerale è stato trovato in varie cave in Baviera (Fichtelgebirge), Assia (Odenwald), Bassa Sassonia e Sassonia-Anhalt (Harz), Renania Settentrionale-Vestfalia e Renania-Palatinato (Siegerland) e in Turingia.
Siti noti per gli straordinari ritrovamenti di bismutinite includono Tasna (provincia di Nor Chichas), Huanuni e Llallagua in Bolivia, dove sono venuti alla luce cristalli ben sviluppati lunghi oltre cinque centimetri. Cristalli ben sviluppati sono noti anche a Redruth in Cornovaglia (Inghilterra).
In Austria, la bismutinite è stata trovata nell'Hüttenberger Erzberg, in diverse località del Gruppo del Goldberg e nella valle di Pölla in Carinzia, nonché in molte località degli Alti Tauri (Gastein, Habachtal) nel Salisburghese e in alcune località della Stiria (Brunngraben, Schlossberg, Zinkwand).
In Svizzera, il minerale è conosciuto, tra gli altri, dalla Val Bregaglia nel Canton Grigioni, dal comune dell'Alto Malcantone nel Canton Ticino e dalla Val d'Anniviers e dalla Valle di Binn nel Canton Vallese.
Molte altre località sono sparse in tutto il mondo.
La bismutinite è stata rilevata anche in campioni di roccia della dorsale del Pacifico orientale.

## Proprietà
A causa della sua abbondanza relativa e del contenuto di bismuto fino all'81% la bismutinite viene utilizzata come materia prima per l'estrazione del bismuto elementare.

## Modificazioni e varietà
L'horobetsuite è una varietà di bismutinite ricca di antimonio.

## Forma in cui si presenta in natura
La bismutinite è opaca in qualsiasi forma e raramente sviluppa cristalli idiomorfi, aghiformi o prismatici, che possono crescere fino a 12 centimetri di dimensioni. Di solito si trova sotto forma di aggregati minerali a foglia sottile, fibrosi o massicci di colore da grigio piombo a bianco stagno e lucentezza metallica. Nel tempo, la bismutinite può diventare giallastra o variegata.
Con la stibnite (antimonite, Sb2S3), la bismutinite forma una serie di cristalli misti.